# Veïnat de Mas Nadal
Veïnat de Mas Nadal – miejscowość w Hiszpanii, w Katalonii, w prowincji Girona, w comarce Gironès, w gminie Juià.
Według danych INE z 2005 roku miejscowość zamieszkiwało 30 osób.